# ГЕС Асьют
ГЕС Асьют — гідроелектростанція у центральній частині Єгипту. Розташована після ГЕС Нага-Хаммаді й становить нижній ступінь каскаду на Нілі.
Ще в 1898—1903 роках Ніл перекрили в районі Асьюту греблею, котра виконувала іригаційні функції та живила канал Ібрагімія. Вона стала першою з чотирьох подібних споруд, які звели на річці до початку Другої світової війни. Найвідомішу з них — Асуанську — доповнили в 1960-х роках Високою Асуанською греблею, а дві інші замінили на нові у 1994 (Есна) та 2008 (Нага-Хаммаді) відповідно. Після цього настала черга оновити асьютський гідровузол.
Місце для нової греблі обрали за 400 метрів нижче за течією від існуючої. Біля правого берега заплановано два судноплавні шлюзи з розмірами камери 150х17 метрів, а по центру — вісім водопропускних шлюзів у склад двох блоків, які оточуватимуть машинний зал електростанції.
Зал обладнають з чотирма бульбовими турбінами загальною потужністю 32 МВт.